# Чайна Интернешънъл Импорт Експо
Чайна Интернешънъл Импорт Експо е търговско изложение, което се провежда ежегодно през есента в Шанхай, Китай от 2018 г. Това е първото изложение на национално ниво с тематика на вноса.
То включва изложби на множество държави и предприятия както и Международния икономически и търговски форум в Хунцяо. CIIE е предложено за реализация и е обявен лично от Си Дзинпин, настоящ генерален секретар на Китайската комунистическа партия.
Изложението се организира съвместно от Министерството на търговията на Китай и общинското правителство на Шанхай. Нейните партньори са Световната търговска организация, Конференцията на ООН за търговия и развитие и Организацията на Обединените нации за индустриално развитие.
Изложението за внос на стоки и услуги има за цел да популяризира китайския вътрешен пазар сред чуждестранни компании и да увеличи вътрешното потребление.
Първото издание през 2018 г. беше открито лично от Xi Jinping. Изтегляйки 400 000 регистрации изложението е критикувано като предимно символично, като половината от подписаните сделки не се изпълняват според представители на европейския бизнес.
Изданието за 2019 г. e открито от Си Цзинпин и посетено от френския президент Еманюел Макрон. Тогавашното издание събира 500 000 регистрирани посетители, от които 6000 са чужденци.
Изданието за 2020 г. може да продължи въпреки пандемията COVID-19, макар и да привлече по-малък брой от 400 000 регистрирани лица.

## Участие на България
Китайската страна предоставя безплатно участие на България на първото изложение през 2018 година. Участието се реализира чрез Изпълнителна агенция за насърчаване на малките и средните предприятия. Следващите години България е една от малкото страни, които не участват с национален щанд. През 2019 година участва само една софтуерна компания от България, а през 2020 не участва нито една. 